# サクラ大戦 エコール・ド・巴里
『サクラ大戦 エコール・ド・巴里』（サクラたいせん エコールドパリ、Sakura Wars:École de Paris）は、セガのテレビゲーム作品『サクラ大戦3 〜巴里は燃えているか〜』のゲーム内で描かれなかったエピソードをアニメ化した全3巻のOVA作品。2003年発売。

## 登場人物
- エリカ・フォンティーヌ：日髙のり子
- グリシーヌ・ブルーメール：島津冴子
- コクリコ：小桜エツ子
- ロベリア・カルリーニ：井上喜久子
- 北大路花火：鷹森淑乃
- 大神一郎：陶山章央
- グラン・マ：相沢恵子
- メル：小島幸子
- シー：かないみか

## あらすじ
夜明けの花
巴里華撃団の一員として戦うエリカは、グリシーヌと知り合う。ある日現れた怪人に一人で立ち向かおうとするエリカだったがそこにグリシーヌが現れる。
黒猫と悪女
大神一郎が加わった巴里花組。グラン・マは大悪党ロベリアを巴里華撃団に迎え入れようとある罠を仕掛ける。
恋する都市
花火が加わり戦力も整ったかに見えた巴里花組であったが大神は隊員達をうまくまとめる事が出来ないでいた。そんな時、敵の蒸気獣を模した演習用の蒸気機械が暴走してしまう。

## スタッフ
- 総合プロデューサー・総監督 - 広井王子
- エグゼクティブプロデューサー - 赤松智、大場規勝、名越康晃
- チーフディレクター・絵コンテ - 桐生勇作
- ディレクター - まついひとゆき
- シリーズ監修 - あかほりさとる
- シリーズ構成・脚本 - 川崎ヒロユキ
- キャラクター原案 - 藤島康介
- キャラクターデザイン - 松原秀典
- OVAキャラクター設定・総作画監督 - 田中誠輝
- メカニックデザイン - 明貴美加（第2話・第3話）
- 敵メカニックデザイン - 森木靖泰（第3話）
- OVAメカニック設定 - 福地仁
- 美術監督 - 窪田忠雄
- 色彩設計 - 田中真紀
- コンポジットディレクター - 長牛豊
- 編集 - 岡田輝満
- 音響監督 - 百瀬慶一
- 音楽 - 田中公平
- プロデューサー - 西野陽、山田浩生
- アニメーション制作 - ラディクス
- 製作 - セガ、オーバーワークス、レッド・エンタテインメント

## 主題歌
オープニングテーマ
「御旗のもとに」
作詞 - 広井王子 / 作曲 - 田中公平 / 編曲 - 根岸貴幸 / 歌 - 巴里歌劇団
エンディングテーマ
「涙よ、Au revoir」（第1話）
作詞 - 広井王子 / 作曲 - 田中公平 / 編曲 - 岩崎文紀 / 歌 - 日高のり子
「カナリア」（第2話）
作詞 - 広井王子 / 作曲 - 田中公平 / 編曲 - 多田彰文 / 歌 - 小桜エツ子、井上喜久子
「ロマンス」（第3話）
作詞 - 広井王子 / 作曲 - 田中公平 / 編曲 - 岩崎文紀 / 歌 - 島津冴子、鷹森淑乃

## 各話リスト
| 話数  | サブタイトル | 演出           | 作画監督                  | 発売日        |
| ----- | ------------ | -------------- | ------------------------- | ------------- |
| 第1話 | 夜明けの花   | まついひとゆき | 渡辺浩二                  | 2003年3月19日 |
| 第2話 | 黒猫と悪女   | 五十嵐達也     | 渡辺浩二                  | 2003年6月18日 |
| 第3話 | 恋する都市   | まついひとゆき | 田中誠輝 渡辺浩二（メカ） | 2003年8月20日 |

## ネット配信
『新サクラ大戦 the Animation』の放送を記念して、YouTubeの「TMSアニメ55周年公式チャンネル」より、2020年4月10日から同年4月17日まで期間限定無料配信された。